# Statuenmenhir am Dolmen von Navalcán

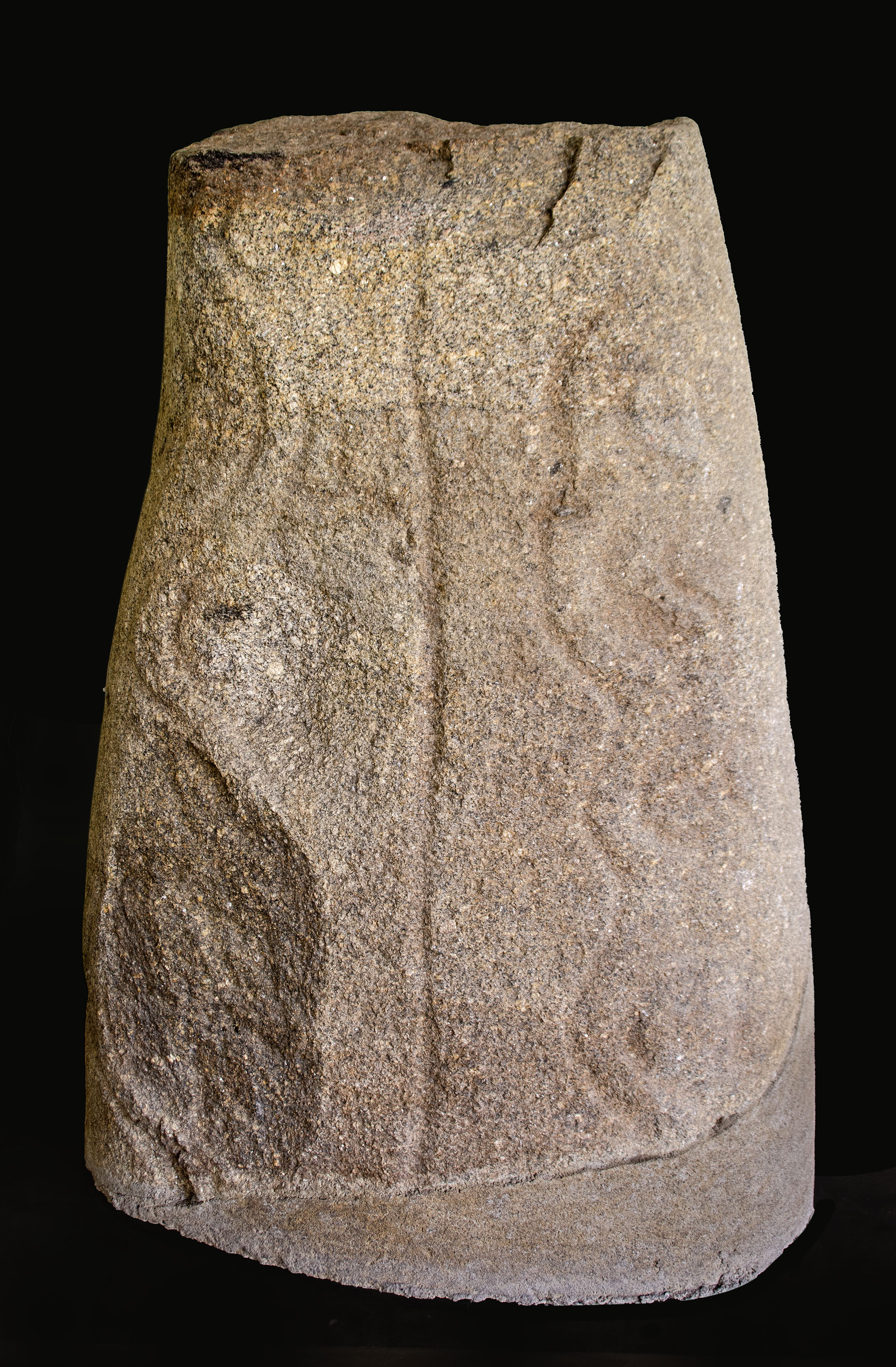
Statuenmenhir von Navalcán

Der Statuenmenhir am Dolmen von Navalcán, (spanisch Estatua-menhir del Dolmen de Navalcán) in Navalcán in der „Campana de Oropesa“, steht im Hof des Museums Museo de Santa Cruz (Lage) in Toledo in Zentral-Spanien.
Der auf allen vier Seiten verzierte Statuenmenhir zeigt eine in die Erde kriechende Schlange und schwächer ausgeprägt verschiedene Linien, darunter schlangenartige Doppellinien und einen Báculo. Die Darstellung war nach Osten ausgerichtet. 
Der etwa 5,0 Meter lange Dolmen von Navalcán (Lage) ist meist vom Wasser des Stausees Embalse de Navalcán bedeckt und nur zu Zeiten großer Dürre sichtbar. Seine runde Konstruktion ist von der gleichen Art wie bei den Dolmen von Azután und „la Estrella“.